# Universitatea din Geneva
Universitatea din Geneva (în franceză Université de Genève, abreviat UNIGE) este o universitate publică de cercetare situată în Geneva, Elveția. A fost fondată în 1559 de Jean Calvin ca seminar teologic; în secolul al XXVII-lea concentrarea pe teologie a fost abandonată, universitatea devenind un centru de educație iluministă. În 1873 a devenit oficial seculară.
Astăzi, Universitatea din Geneva este a treia universitate din Elveția, ca număr de studenți; aproape 40% din studenți provin din țări străine.
Principalele obiective ale universității sunt educația, cercetarea și serviciile comunitare⁠(en)[traduceți]. În 2016 era clasificată pe locul 53 în Shanghai Ranking și pe locul 131 în Times Higher Education World University Rankings.
UNIGE este membru în Liga Europeană a Universităților de Cercetare⁠(en)[traduceți] (care include instituții academice din Amsterdam, Barcelona, Cambridge, Heidelberg și Milano), Grupul Coimbra și Asociația Universităților Europene.